# Blu Hunt
Blu Hunt (11 de julho de 1995) é uma atriz, produtora e roteirista americana, conhecida por seus papéis em Os Originais e em Os Novos Mutantes, da série de filmes X-Men.

## Biografia
Se formou no curso da Academia Americana de Artes Dramáticas.

## Carreira

### Teatroː O Primeiro Passo
A atriz fez as seguintes peças, e em parênteses seus personagensː Punch Drunk (Sophie), A Month in the Country (Vera), Uncommon Women (Rita), Broken Eggs (Mimi), Jake’s Women (Julie), Our Town (Emily), Waiting for Godot (Estragon), Twelfth Night (Olivia) e A Midsummer Night's Dream (Hermia).

### 2015-presenteː Começo como atriz eNovos Mutantes
Escreveu, produziu e estrelou sua própria série na web, chamada de "This is It", como Layla, que estreou em 2016, lançada no Vimeo. Estrelou o curta-metragem "One Block Away", como Erica.
Ela também fez diversas outras séries na web, como "Alla and Claire", a "The Two People", "Girl on Girl" e ainda "Baby Blue", todas lançadas no Vimeo.
Em 2017, estrelou como a versão original da poderosa bruxa "Hollow" (nascida "Inadu") na série de televisão "The Originals", exibida pela The CW, que na história é revelada como sendo a responsável pela criação das sete primeiras linhagens de lobisomens, ao amaldiçoar a mãe: uma Labonair. Sua personagem é o antagonista central da 4ª temporada e também da conclusão da série: a 5ª temporada, tendo uma ligação de sangue direta com uma das protagonistas: a Hayley Marshall (interpretada pela atriz australiana Phoebe Tonkin), e que atrás uma grande ameaça Hayley.
No mesmo ano ainda em 2017, foi confirmado que Blu Hunt interpretaria Danielle Moonstar/Miragem, no longa-metragem "The New Mutants" (2020), como uma das protagonistas. A nativa-americana Danielle Moonstar, tem poderes psíquicos, incluindo a habilidade de criar armas e ilusões.

## Filmografia

### Cinema e curta-metragens
| Ano  | Título            | Papel                     | Notas          |
| ---- | ----------------- | ------------------------- | -------------- |
| 2015 | One Block Away    | Erica                     | Curta-metragem |
| 2020 | Os Novos Mutantes | Danielle Moonstar/Miragem |                |

### Televisão
| Ano  | Título        | Papel                   | Notas             |
| ---- | ------------- | ----------------------- | ----------------- |
| 2017 | The Originals | Hollow / Inadu Labonair | Elenco recorrente |
| 2019 | Another Life  | August                  | Elenco regular    |

### Internet
| Ano  | Título          | Papel | Notas |
| ---- | --------------- | ----- | ----- |
| 2015 | Alla and Claire | Alla  | Vimeo |
| 2016 | Girl on Girl    | Blu   | Vimeo |
| 2016 | The Two People  |       | Vimeo |
| 2016 | Baby Blue       |       | Vimeo |
| 2016 | This is It      | Layla | Vimeo |